# Belle-Côte
Pour les articles homonymes, voir Bellecôte.
Belle-Côte est une communauté acadienne située sur la route 19, le long de la mer, dans le comté d'Inverness au Cap-Breton. 
La rivière Margaree longe Belle-Côte en se jetant dans l'océan Atlantique.